# 李美談
李美談（韓語：이미담，1997年10月27日—）韓国男歌手，隸屬D-nation公司。於2017年11月21日－2017年11月28日出演《Stray Kids》，2018年參加《YG寶石盒》,2019年以AAP.Y公司練習生參加《PRODUCE X 101》。

## 影視作品
| 日期                           | 節目               | 備註                     |
| 2017年11月21日－2017年11月28日 | Mnet《Stray Kids》 |                          |
| 2018年11月6日-2018年11月23日   | 《YG寶石盒》       | 2019年新一代男團生存賽   |
| 2019年5月3日 - 2019年6月22日   | 《PRODUCE X 101》  | 2019年新一代男團選秀節目 |

## Produce X 101
排名： 32 ＞30 ＞36 ＞36 ＞38 ＞37 

| 舞台        | 歌曲           | 備註        |
| ----------- | -------------- | ----------- |
| M-countdown | 지마 (X1-Ma)   | C等級       |
| 組合對決    | 第七感（Nct U) | （擔任C位） |
| 擔當評價    | Twit（華莎）   | 副唱        |